# Бојан Навојец
Бојан Навојец (Бјеловар, 26. април 1976) хрватски је позоришни, филмски и телевизијски глумац. Глумачку каријеру започео је 1997. године, појавивши се у филму Божић у Бечу. Публици из Србије познат је по улози Анте Павелића у серији Сенке над Балканом из 2017. године

## Биографија
Рођен је 26. априла 1976. године у Бјеловару. У периоду од 2002-2003. године био је ангажован у Градском драмском позоришту Гавела, а од 2004. до 2006. године био је члан загребачког позоришта Трешња. Академију драмских уметности у Загребу завршио је 2010. године, а исте године постао и члан ансамбла Драме хрватског народног позоришта у Загребу, док је 2015. године поставо првак тог позоришта.
Прву филмску улогу имао је у филму Божић у Бечу 1997. године, а прву значајну улогу у филму Што је мушкарац без бркова? 2005. године, у улози песника. На телевизији се први пут појавио на реклами за Карловачко пиво.

## Породица
Бојанов родитељи су Златко и Рајка Навојец, а његов брат Горан Навојец такође је глумац, са којим често сарађује. Од 2010. године у вези је са српском глумицом Христином Поповић, са којом је 2012. године добио ћерку Лучу.

## Филмографија
| Год.       | Назив                                              | Улога                          |
| ---------- | -------------------------------------------------- | ------------------------------ |
| 1990-е     |                                                    |                                |
| 1997.      | Божић у Бечу                                       |                                |
| 1997.      | Руско месо                                         | Буцо                           |
| 1998.      | Кад мртви запјевају                                | наоружани мушкарац на барикади |
| 1999.      | Маршал                                             | Миуко                          |
| 1999.      | Богородица                                         | радник из гостионице           |
| 1999.      | Трговци срећом                                     |                                |
| 2000-е     |                                                    |                                |
| 2000.      | Небо сателити                                      | српски војник                  |
| 2000.      | Благајница хоће ићи на море                        | Братић                         |
| 2000.      | Је ли јасно, пријатељу?                            | Пицл                           |
| 2000.      | Велико спремање                                    | Ђуро                           |
| 2000.      | Винко на крову                                     |                                |
| 2000.      | Ништа од сатараша                                  |                                |
| 2000.      | Инјекција                                          |                                |
| 2000.      | Црна хроника или дан жена                          | инспектор                      |
| 2002.      | Ново доба                                          |                                |
| 2002.      | 24 сата                                            | Зига                           |
| 2002.      | Не дао Бог веће зла                                | Зумзо                          |
| 2003.      | Свједоци                                           | Барић                          |
| 2003.      | Онај који ће остати непримјећен                    |                                |
| 2004.      | Златни врч                                         | стрипер                        |
| 2004.      | Дружба Исусова                                     | Бачвар                         |
| 2004.      | 100 минута славе                                   | салонац Марко                  |
| 2004.      | Секс, пиће и крвопролиће                           | Марио                          |
| 2004.      | Није бед                                           |                                |
| 2005.      | Кад звони?                                         | пацијент                       |
| 2005.      | Под ведрим небом                                   |                                |
| 2005.      | Мукло                                              |                                |
| 2005.      | Дуга мрачна ноћ                                    | доктор                         |
| 2005.      | Пушћа бистра                                       | портир                         |
| 2005.      | Што је мушкарац без бркова?                        | Станислав                      |
| 2005.      | Жутокљунац                                         | Марцел                         |
| 2005.      | Ко жив ко мртав                                    |                                |
| 2005.      | Волим те                                           | Зак                            |
| 2005.      | Одмори се, заслужио си                             | продавац                       |
| 2006.      | Не питај како!                                     |                                |
| 2007.      | Морам спават' анђеле                               | мушкарац на клупи              |
| 2007.      | Операција кајман                                   | Марко                          |
| 2008.      | Иза стакла                                         | Анин пријатељ                  |
| 2009.      | Спаси нас од зла                                   | Алаин                          |
| 2009.      | Битанге и принцезе                                 | каматар Зденко                 |
| 2010-е     |                                                    |                                |
| 2010.      | Нека остане међу нама                              | Брацо                          |
| 2010.      | Поправилиште за родитеље                           | отац                           |
| 2011.      | Корак по корак                                     |                                |
| 2011.      | Јосеф                                              | Јамбрек                        |
| 2011.      | Да ли ти имаш причу?                               | Он                             |
| 2011.      | Парада                                             | Зуко                           |
| 2011.      | Практични водич кроз Београд са певањем и плакањем | Дубравко                       |
| 2011.      | Дестинација непозната                              | млади полицајац                |
| 2011.      | Ромком                                             |                                |
| 2011.      | Проводи и спроводи                                 | Бошко Ћаласан                  |
| 2012.      | Деца                                               | Давор                          |
| 2012.      | Кошнице                                            | Миран                          |
| 2012.      | Недјељом ујутро, суботом навечер                   | доктор Марић                   |
| 2013.      | Телепорт Зовко                                     | Зовко                          |
| 2013.      | Мајстори                                           | Лујо                           |
| 2013.      | Висока модна напетост                              | Цоби Лумбарда                  |
| 2013.      | Шути                                               | Симић                          |
| 2013.      | Пројекције                                         | Бојан                          |
| 2013.      | Кратки спојеви                                     | Анте                           |
| 2013.      | Шегрт Хлапић                                       | Грга                           |
| 2013.      | Атомски здесна                                     | Педро                          |
| 2014.      | Вјетар пуше како хоће                              | брадати човек                  |
| 2014.      | Хорватови                                          | Иван Хорват                    |
| 2015.      | Почивали у миру                                    | Мауро Пероја                   |
| 2015.      | Живот је труба                                     | Борис                          |
| 2015.      | Легенде                                            | чеченски возач                 |
| 2015.      | Народни херој Љиљан Видић                          | четник                         |
| 2015.      | Хорватови                                          | Феодр Хоњец                    |
| 2016.      | Добра жена                                         | Дејан                          |
| 2016.      | Министарство љубави                                | Ицо                            |
| 2016.      | Горан                                              | Борко                          |
| 2017.      | Сигуран лет                                        | Здравко                        |
| 2017–2019. | Сенке над Балканом                                 | Анте Павелић                   |
| 2020-е     |                                                    |                                |
| 2021.      | Небеса                                             | Гојко                          |
| 2023.      | Буди Бог с нама                                    |                                |

## Улоге у позоришту

### Улоге у ХНК у Загребу
- Семјон – Максим Горки - Васа Железнова и други, за позорницу приредио и поставио Златко Свибен, 2004.
- Иван Шатов – Бесови - Фјодор Михајлович Достојевски, р. Јанусз Кица, 2010.
- Луцио – Драма о Мирјани и овима око ње Ивора Мартинића, ред. Ања Максић Јапунџић, 2010.
- Јанко Гргић – Загорка Ивице Бобан, ред. Ивица Бобан, 2011.
- Др.Иурис Пуба Фабрицзy-Глембаy – Господа Глембајеви - Мирослав Крлежа, р. Вито Тауфер, 2011.
- Наполеон Бонапарта – Рат и мир - Лав Николајевич Толстој, ред. Томаж Пандур, 2011.
- Јазон – Медеја Еурипида, ред. Томаж Пандур, 3.8.2012. ДЉИ / 2012. ХНК
- Орсино – На Три краља или како хоћете - Вилијам Шекспир, ред. Александар Поповски, 2012.
- Мушкарац – Требало би прошетати пса, ред. Франка Перковић, 2013.
- Карл/ Франз – Разбојник - Фридрих Шилер, режија и адаптација Вито Тауфер, 2014.
- Полуган – Вучјак - Мирослав Крлежа, ред. Ивица Буљан, 2014.
- Валтер Шварц – Лулу - Франк Ведекинд, ред. Јернеј Лоренци, 2015.
- На крају недеље - Бобо Јелчић, ред. Бобо Јелчић, 2015.
- Швабо (Карло Долинар) – Три зиме - Тена Штивичић, ред. Ивица Буљан, 2016.
- Јозо – Људи од воска Мате Матишић, ред. Јануш Кица, 2016.
- Иванов, Николај Островски – Иванов Антон Павлович Чехов, ред. Еимунтас Некрошиус, 2017.

### Улоге у другим позориштима
- Мислав Бречић Испочетка, Р: Мислав Бречић, У: Бојан, Театар Егзит, Загреб, 2013.
- Томислав Зајец Спашени, Р: Франка Перковић, У: Други мушкарац, ДЉИ, Дубровник, 2010.
- Татјана Громача Црнац, Р: Томи Јанежич, У: Отац, Дркица И, Партизан, Бог, Други људи из града, Болничар, Полицајац, Дебели муж, Војник II, Убијени људи, Сусјед III, Равнатељ болнице, Ученик В, Водитељ смјене, Голуб II: ХНК Иван пл. Зајц Ријека, 2009.
- Пол Остер: Тимбукту, Р: Борут Шепаровић, У: Њил, Монтажстрој, Загреб, 2008.
- Рената Царола Гатица и Хана Вечек Аргентина, Р: Рената Царола Гатица и Хана Вечек, У: Вјеко Облак, Театар &ТД и Куфер, 2008.
- Одмор од историје, К., Р.: Борис Бакал, У: Бојан, Бацачи сјенки, Загреб, 2008.
- Ивана Брлић Мажуранић Чудновате згоде шегрта Хлапића, Р: Рене Медвешек У: Мајстор Мркоња / Пастирић Мишко / Сељак / Приповједач / Крава, Казалиште Трешња, Загреб, 2006.
- Боргес пројекат / ИТИ-Унеско, Према Ј. Л. Борхес: Кружне развалине Р: Гунтер Белциг, Манила, Филипини, 2006.
- Еџ-позиција, К., Р.: Борис Бакал, У: Бојан, Бацачи сенки, Загреб, 2006.
- Дас Капитал, К., Р: Наташа Лушетић, Према: К. Марџ: Дас Капитал; Д.К.Краус: Стратегија ратовања за подузетнике, Театар Загреб, 2005.
- То само бог зна, Р: Саша Аночић, У: Бојан, Театар Егзит, Загреб и НУС Барутана, Осијек, 2004.
- Нина Митровић Кад се ми мртви покољемо, Р. Саша Аночић, У: Жељко Сатиричко казалиште «Керемпух», Загреб, 2004.
- Ана Пролић Случај Хамлет, 2002, Р: Марио Ковач, У: Хамлет, ГДК Гавела, Загреб, 2002.
- Мирослав Крлежа Велики мештар свију хуља, Р: Бранко Брезовац, Загребачко казалиште младих, 2001.
- Давид Ивес Сјајно пролазно време, Р: Марио Ковач, У: Иво, Сњифт, ГДК Гавела, Загреб, 2000.
- Мирослав Крлежа Адам и Ева, Р: Франка Перковић, У: Келнер, Човјек у црном, Човјек с лулом, Конобар, Казалишна дружина КУФЕР, Загреб, 2000.

## Награде
- Награда Марул за најбољег глумца, 24. Марулићеви дани
- Награда ФРКА за најбољу мушку улогу у представи Вратите им Динамо (2000)
- Награда ФРКА за најбољег глумца у филмовима Инјекција, Винко на крову и Ништа од сатараша (2001)
- Награда Марул на 14. Марулићевим данима за најуспешнији млади ансамбл (2004)
- Награда Златни смех на 28. Данима сатире
- Награда Марул на 24. Маруловим данима за најбоље глумачко остварењe у представи Требало би прошетати пса (2014)
- Награда жирија читалаца Слободне Далмације за најбољег глумца 24. Марулићевих дана (2014)[3]